# Bandiera del Libano
La bandiera del Libano è stata adottata il 7 dicembre 1943. Venne disegnata nella casa del deputato Sa'eb Salam, a Mousaitbeh, dai deputati del parlamento libanese. È usata come bandiera di comodo.

## Descrizione
La bandiera è composta da tre bande orizzontali: quella centrale bianca e due laterali rosse. La banda bianca ha un'altezza doppia rispetto a quelle rosse (proporzione 1:2:1). Il cedro del Libano verde al centro della bandiera tocca entrambe le strisce rosse e la sua larghezza è pari ad un terzo della larghezza della bandiera. La descrizione della bandiera è citata nella costituzione libanese, Capitolo 1, Articolo 5. È un errore comune disegnare in marrone il tronco e i rami dell'albero. Ciò non di meno, l'errore è incostituzionale, l'albero deve essere completamente verde.

## Simbologia
Le bande rosse rappresentano il sangue puro versato per il conseguimento della liberazione. La banda bianca simboleggia la pace e la neve che copre le montagne del Libano. Il cedro verde (Cedrus libani) simboleggia l'immortalità e la fermezza. Questo albero è citato molte volte nella Bibbia: "Il giusto germoglia come la palma, s'innalza come il cedro del Libano" (Salmi 92:13).

## Storia
Nel corso della storia, il Libano, o almeno la sua regione, ha preso la bandiera dei popoli che lo occuparono (Fenici, Mamelucchi, Ottomani).
Nel XVIII secolo i Maroniti usavano una bandiera bianca con un albero di cedro al centro. Sembra che durante la prima guerra mondiale, i nazionalisti libanesi aggiunsero le bande rosse, che rappresentavano il sangue dei martiri. Inoltre il rosso e il bianco erano i colori della Legione Libanese, formata dai francesi nel 1916, antesignana dell'Esercito Libanese.
Durante il mandato francese in Libano, la bandiera libanese venne disegnata dal presidente del Movimento di Rinascita Libanese, Naoum Mukarzel. Era simile al tricolore francese, ma con il cedro al centro.
Alla ricerca dell'indipendenza, l'odierna bandiera venne disegnata dai deputati del parlamento libanese, a Mousaitbeh, nella casa del deputato Saeb Salam. Venne adottata il 7 dicembre 1943, durante un incontro al parlamento, nel quale venne modificato l'articolo 5 della costituzione libanese.

La bandiera libanese dopo la caduta dell'Impero ottomano.
La bandiera del Grande Libano durante il mandato francese.
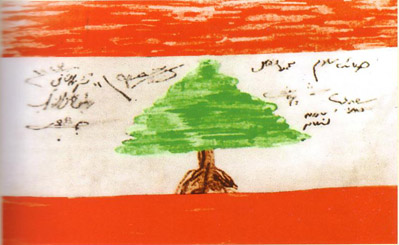
Disegno originale della bandiera, la Bandiera dell'Indipendenza, approvata e firmata dai deputati.
La prima bandiera libanese del 1943.
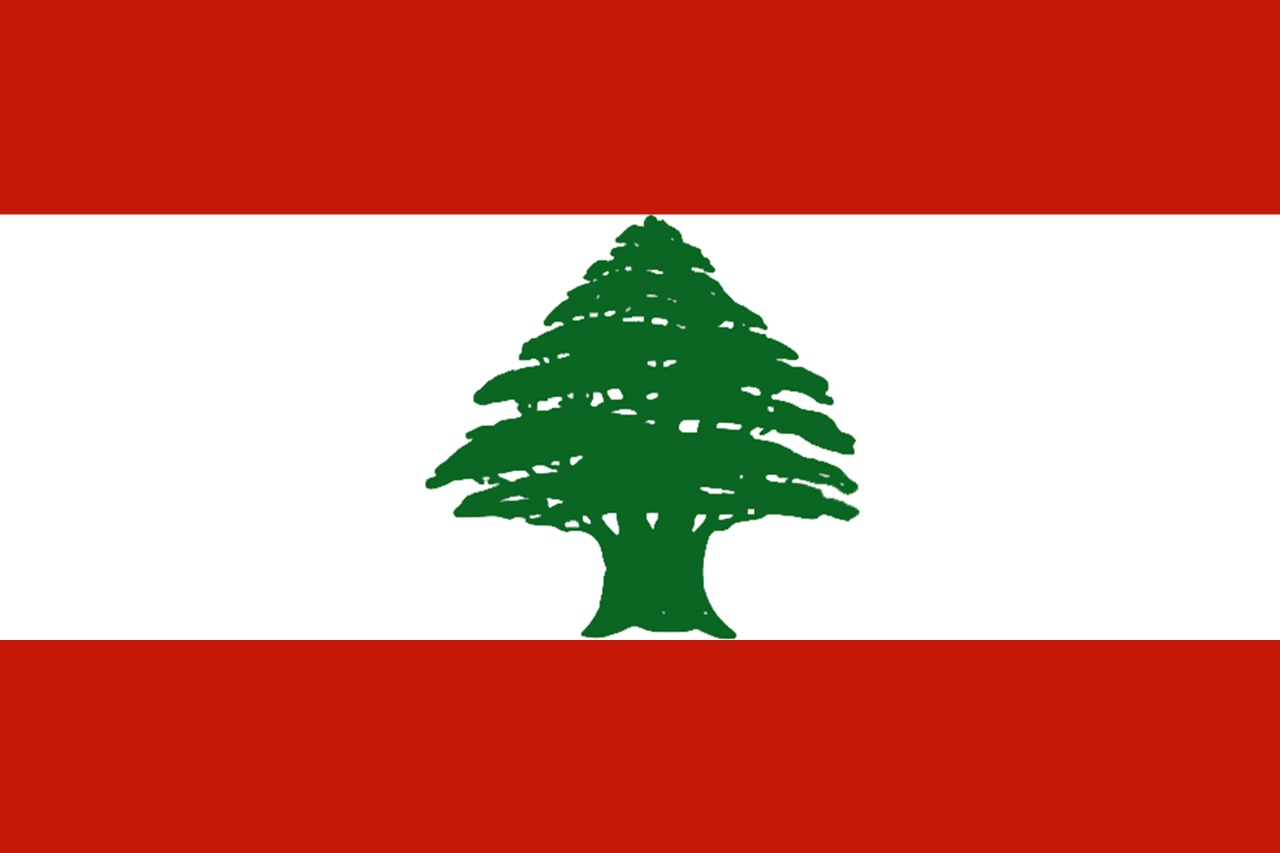
Variante sventolata durante le proteste del 2019-2020